# Louise của Hà Lan
Louise của Hà Lan (tiếng Hà Lan: Louise van Oranje-Nassau; tên đầy đủ: Wilhelmina Frederika Alexandrine Anna Louise; 5 tháng 8 năm 1828 – 30 tháng 3 năm 1871), hay còn được gọi là Lovisa, là Vương hậu Thụy Điển và Na Uy từ ngày 8 tháng 7 năm 1859 cho đến khi qua đời năm 1871 với tư cách là vợ của Karl XV & IV của Thụy Điển và Na Uy.

## Tiểu sử
Vương tôn nữ Louise sinh ngày 5 tháng 8 năm 1828 tại Den Haag, là con gái Vương tử Frederik của Hà Lan, con thứ hai của Willem I của Hà Lan và Wilhelmine của Phổ, và Luise Auguste, con thứ tám của Friedrich Wilhelm III của Phổ và Luise xứ Mecklenburg-Strelitz. Việc học của Louise phần lớn được giao phó cho phó mẫu người Bỉ Victoire Wauthier, và vương tôn nữ được dạy tiếng Pháp, tiếng Đức, tiếng Anh, tiếng Nga và piano.
Năm 1849, Louise được chọn làm vợ phù hợp cho Thái tử Karl, con trai Vua Oscar I của Thụy Điển và Na Uy và Joséphine xứ Leuchtenberg. Cuộc hôn nhân được sắp xếp sau khi các cuộc đàm phán giữa Karl và em họ của vương tôn nữ là Luise của Phổ thất bại. Vua Oscar I muốn đảm bảo mối quan hệ với các vương tộc giữa triều đại Bernadotte mới và các triều đại hoàng gia cũ của châu Âu, và một công chúa Tin lành cũng được coi là một vương hậu cần thiết cho Vương quốc Thụy Điển-Na Uy, cũng theo đạo Tin lành, sau hai vị vương hậu tiền nhiệm theo Công giáo. Louise đáp ứng các tiêu chuẩn này, và một khoản hồi môn lớn được mong đợi từ vương tộc Oranje-Nassau giàu có. Bộ trưởng Nội các L Manderström được cử đến để kiểm tra Louise, và ông đã khéo léo ghi chép trong báo cáo rằng vương tôn nữ có nền giáo dục tuyệt vời và tính cách tốt, nhưng lại trông không hấp dẫn. Vào tháng 8 năm 1849, một cuộc gặp gỡ giữa Louise và Karl được sắp xếp tại Den Haag. Louise đã yêu Karl và cảm thấy bị thu hút ngay lập tức, trong khi ngược lại, Karl lại thất vọng về ngoại hình của vương tôn nữ. Tuy nhiên, Karl bị nhà vua thuyết phục phải đồng ý với cuộc hôn nhân.
Việc hứa hôn giữa Louise và Karl được chính thức tuyên bố vào tháng 2 năm 1850. Kỳ vọng về vận may lớn của Louise được tranh luận tại Thụy Điển, cả trong quốc hội khi thảo luận về khoản trợ cấp, và báo chí cấp tiến lại cho rằng nhà vua giờ đã có thể tự mình tài trợ cho việc xây dựng mạng lưới đường sắt của Thụy Điển. Tuy nhiên trên thực tế, của hồi môn của Louise hóa ra lại rất ít. Trong thời gian đính hôn, vương tôn nữ học tiếng Thụy Điển và lịch sử, nhưng chưa bao giờ học tiếng Na Uy. Vì chính phủ Hà Lan ủng hộ cuộc hôn nhân, Louise không phải từ bỏ quyền đối với ngai vàng của vương quốc sau khi kết hôn.

## Thái tử phi

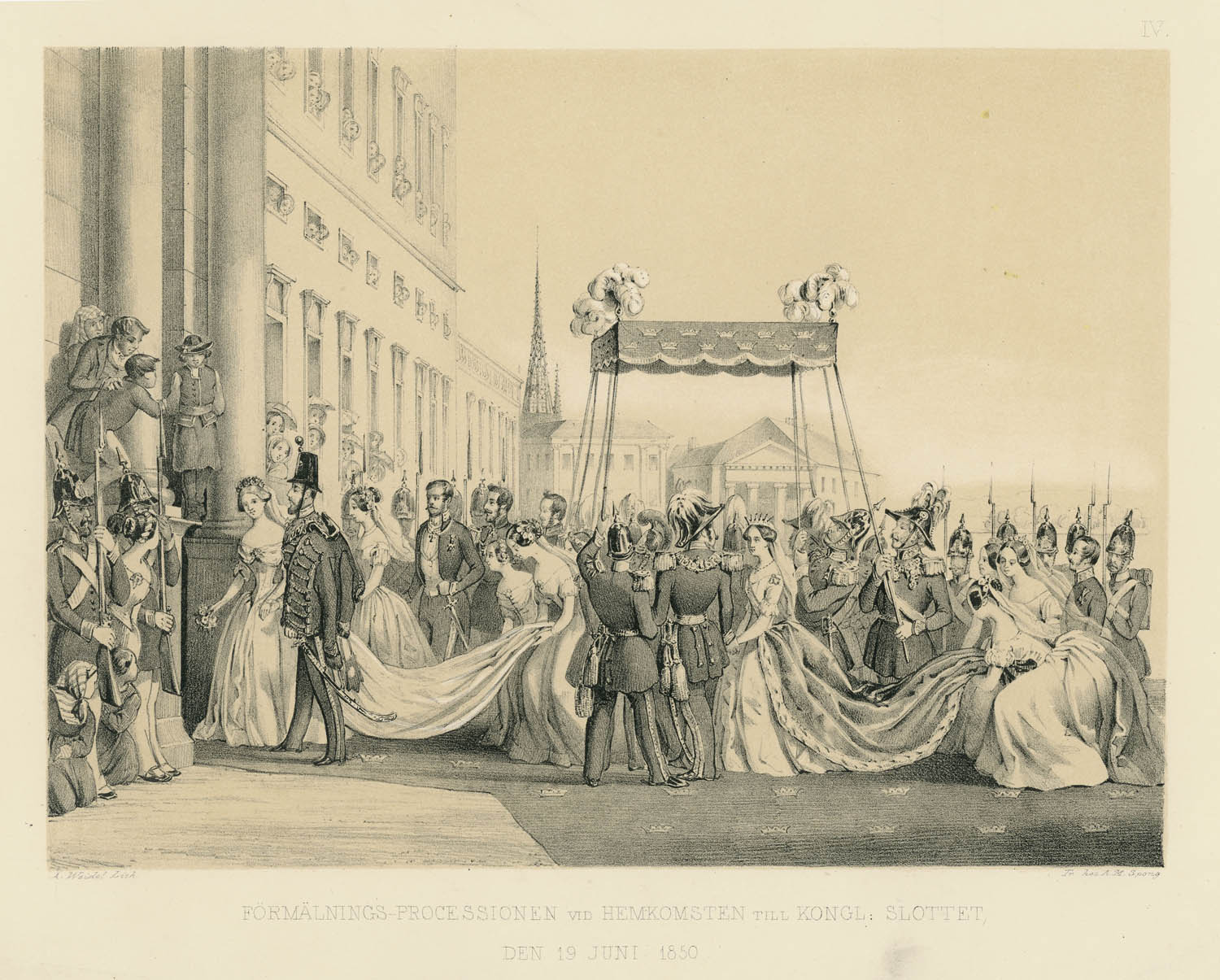
Lễ đính hôn của Karl XV và Louise xứ Oranje Nassau năm 1850. Trở về lâu đài.

Louise rời Đức bằng một chiếc thuyền từ Travemünde và đến Thụy Điển cùng cha mẹ và em gái Marie, những người cũng có mặt trong lễ cưới Louise. Louise và Thái tử Karl kết hôn tại Storkyrkan ở Stockholm vào ngày 19 tháng 6 năm 1850. Nữ Bá tước Elisabet Piper chỉ định làm hovmästarinna (nữ quan cấp cao) và Ottiliana Sparre cùng với Ulrika Sprengsporten làm hầu nữ của vương hậu. Sau lễ cưới, Vua Oscar I đã đưa Louise tham quan khắp Thụy Điển để giới thiệu con dâu với đất nước.
Mối quan hệ giữa Louise và Karl không mấy hạnh phúc. Hai người có tính cách không giống nhau khi Louise hướng nội, nhút nhát và thích cuộc sống giản dị, còn Karl hướng ngoại, thích tiệc tùng và giao lưu. Louise được cho là không hạnh phúc khi yêu Karl, khi ông thấy Louise không hấp dẫn và đã không chung thủy với vợ, điều này khiến cho Louise vô cùng đau khổ.
Từ năm 1852 đến năm 1860, Karl có mối quan hệ với Josephine Sparre, người hầu nữ của Louise, và gây ra một vụ bê bối. Sparre được mô tả là quá hống hách đến nỗi chính Louise và hầu nữ của mình được cho là đã đổi chỗ cho nhau, với Louise là thị nữ của Josephine Sparre chứ không phải ngược lại. Fritz von Dardel mô tả Sparre: "Người phụ nữ được đề cập là người được cả Thái tử và Thái tử phi yêu thích, và cô ta hoàn toàn cai quản cả hai người trong mọi thứ liên quan đến cuộc sống hàng ngày của họ. Được ban tặng một tài năng khác thường là làm hài lòng và khiến bản thân trở nên không thể thiếu, cô ta đã xoay xở để chiếm được Thái tử ở một mức độ kỳ lạ."
Louise được thông cảm và Karl bị coi là đối xử tệ bạc với vợ. Một sự việc diễn ra tại bữa tiệc sinh nhật tại vườn của Louise tại Cung điện Drottningholm năm 1857, khi Thái tử đề nghị nâng ly chúc mừng "tình yêu thầm kín" với sự hiện diện của cả Louise và Josephine Sparre. Điều này đã gây ra một cảnh tượng, và vương tử Oscar đã khiển trách anh trai mình gián tiếp bằng cách yêu cầu vợ là Sophia xứ Nassau nâng ly cùng mình. Cảnh tượng này khiến Louise bật khóc và lên cơn hoảng loạn.
Louise sinh hai người con là vương tôn nữ Lovisa vào năm 1851 và vương tôn Carl Oscar năm 1852. Do những biến chứng phát sinh khi Carl Oscar chào đời, Louise không thể sinh thêm người con nào nữa. Năm 1854, người con trai 2 tuổi Carl Oscar đã qua đời vì bệnh viêm phổi. Vì luật Salic đang chiếm ưu thế tại Thụy Điển vào thời điểm này (được đưa ra theo hiến pháp năm 1809), con gái của Louise không đủ điều kiện để lên ngôi. Karl rất buồn phiền và thất vọng, vì điều này có nghĩa là con cháu của mình sẽ không phải là quốc vương tiếp theo của Thụy Điển, mà người thừa kế sẽ là vương tử Oscar. Louise đề nghị Karl ly hôn để ông có thể tái hôn và có một người thừa kế nam, nhưng Karl đã từ chối lời đề nghị.
Thái tử phi Louise không được coi là một người thành công trong đời sống xã hội, và bản tính nhút nhát và e thẹn của Louise không được đánh giá cao vì vị trí chính thức của mình. Từ năm 1857 đến năm 1859, Thái tử Karl được bổ nhiệm làm nhiếp chính trong thời gian vua cha mất năng lực, và Louise tiếp quản nhiệm vụ đại diện của đệ nhất phu nhân thay mẹ chồng. Trong thời gian Karl trị vì với tư cách là vương tử nhiếp chính, Louise đã được mô tả trong biên niên sử triều đình nổi tiếng của Fritz von Dardel:
"Một người phụ nữ đáng yêu và tài năng hơn hẳn sẽ tái tạo hoàn toàn bầu không khí trong vòng tròn này và cũng tạo ra ảnh hưởng tốt đến vương tử, người có bản tính tốt, dễ dàng để những người mình thích dẫn dắt, đặc biệt là phụ nữ. Mặc dù tốt bụng, tận tụy và không phải là người hay toan tính, nhưng thái tử phi lại thiếu những phẩm chất cao hơn. Bà là một người nội trợ giỏi nhưng chỉ nghĩ đến chồng, bản thân và những người thân thiết nhất với mình và không có ảnh hưởng tốt đến ngài ấy dù cho tính cách tốt của mình. Vì bản tính nhút nhát bẩm sinh, bà thiếu can đảm để can thiệp vào công việc của ngài ấy, và mong muốn duy nhất của bà là giành được tình yêu của chồng. Nói một cách ngắn gọn; thái tử phi có vẻ chưa đủ trưởng thành cho nhiệm vụ lớn lao của mình".

## Vương hậu

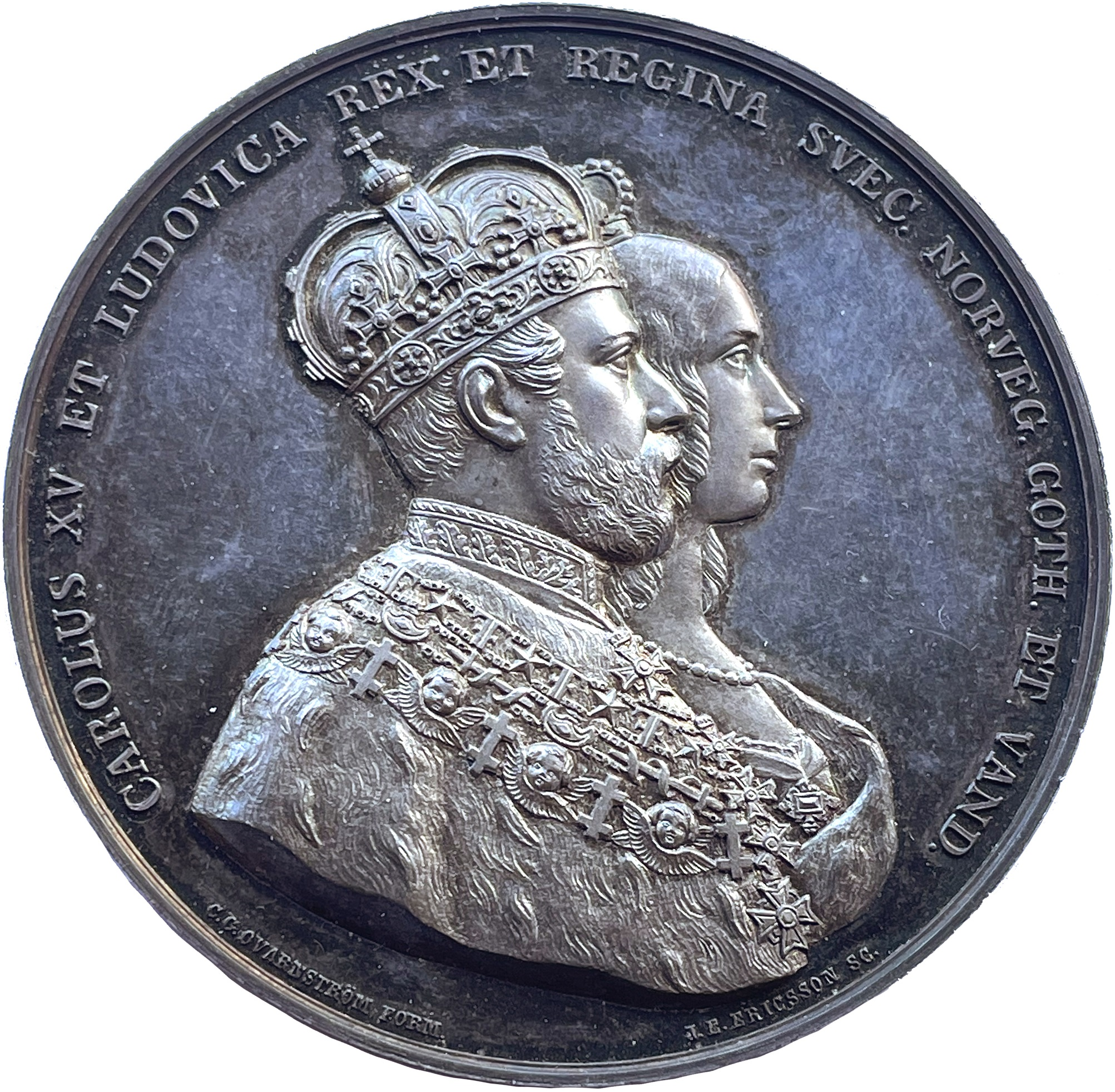
Huy chương đăng quang của Louise và Karl năm 1860

Louise trở thành Vương hậu của Thụy Điển và Na Uy sau khi vua Oscar I qua đời vào ngày 8 tháng 7 năm 1859. Louise là vương hậu đầu tiên của liên minh Thụy Điển-Na Uy được trao vương miện ở cả hai vương quốc, vì Na Uy đã từ chối trao vương miện cho hai vị vương hậu tiền nhiệm do theo Công giáo. Louise được trao vương miện Vương hậu Thụy Điển tại Stockholm vào ngày 3 tháng 5 năm 1860 và Na Uy tại Trondheim vào ngày 5 tháng 8 năm 1860, và bà rất được tôn vinh tại Na Uy trong thời gian ở tại đây.

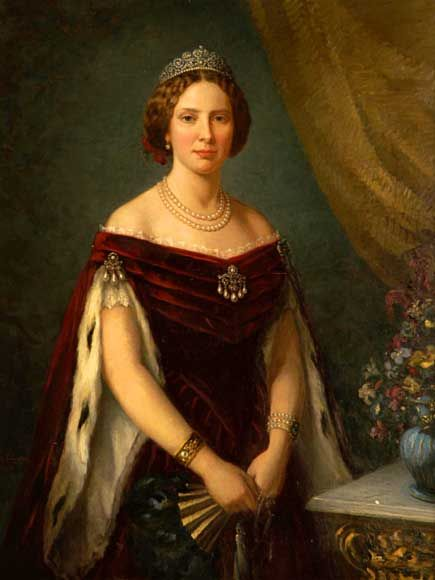
Vương hậu Louise của Thụy Điển và Na Uy, những năm 1860

Louise không có ảnh hưởng đến tình hình nhà nước, và cũng không biểu lộ tham vọng về điều này. Việc Louise không can thiệp vào chính trị được coi là một hình mẫu tốt, và bà được so sánh một cách thiên vị hơn các vương hậu trước đó, chẳng hạn như người tiền nhiệm Joséphine. Quan điểm này được miêu tả trong một cuốn bách khoa toàn thư đương thời từ năm 1864: "Cuối cùng, hai vương quốc có thể vui mừng vì được ban phước khi lại có một Vương hậu, người không tiến hành quyền lực chính phủ bằng suy nghĩ của riêng mình, mà bình tĩnh quan sát quá trình tự nhiên thông qua Nhà vua và thẩm quyền hợp pháp. Được người dân Thụy Điển yêu mến, bà có đủ cơ hội để thực hiện mong muốn cao cả của mình trong công việc từ thiện". Tuy nhiên, Louise không thiếu quan điểm chính trị, khi bà không đồng ý với cuộc cải cách quốc hội năm 1865 và không có chung quan điểm chống Đức với Karl.

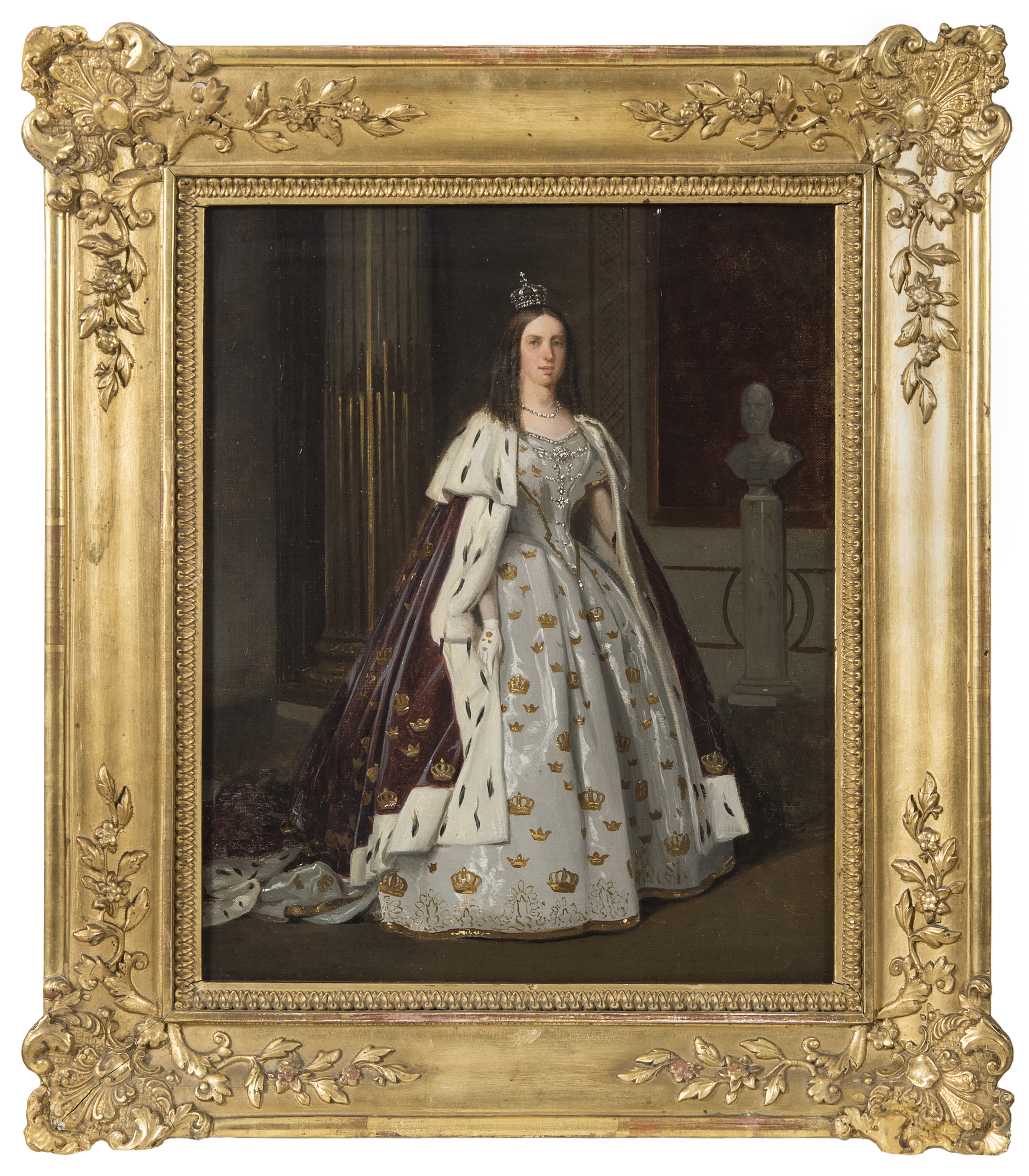
Louise trong bức tranh hiện đại duy nhất được biết đến với vương hậu Thụy Điển đội vương miện

Louise thích sử dụng địa vị hoàng gia cho hoạt động từ thiện, điều mà một thành viên nữ của hoàng gia và tầng lớp thượng lưu luôn được mong đợi, và bà đã thành lập nên nhiều tổ chức từ thiện.
Louise quan tâm đến âm nhạc và lịch sử, và bà học piano với nhạc sĩ người Thụy Điển Adolf Fredrik Lindblad. Louise còn dịch tác phẩm từ tiếng Anh và tiếng Hà Lan sang tiếng Thụy Điển, và bán chúng cho mục đích từ thiện. Bà và con gái Lovisa là học trò của Nancy Edberg, người tiên phong trong phong trào bơi lội dành cho phụ nữ. Ban đầu, bơi lội không được coi là hoàn toàn phù hợp với phái nữ, nhưng khi vương hậu và con gái Lovisa ủng hộ bằng cách tham gia các lớp học từ năm 1862, bơi lội nhanh chóng trở nên thời thượng và được phụ nữ chấp nhận. Louise đã thuê nữ nha sĩ đầu tiên của Thụy Điển, Rosalie Fougelberg, làm nha sĩ cá nhân vào năm 1867. Trong số những người bạn thân của Louise có Aurore von Haxthausen, người hầu nữ trong suốt thời gian bà trở thành vương hậu, cũng như Nữ Bá tước Stefanie Hamilton, người phục vụ với tư cách là Mistress of the Robes trong giai đoạn từ năm 1859–60, ngoài ra thư từ giữa Louise và Stefanie Hamilton vẫn được lưu giữ. Louise cũng giữ liên lạc với gia đình và phó mẫu cũ qua thư từ.
Vương hậu Louise thích cuộc sống gia đình yên tĩnh và ẩn danh, và thích tránh các nhiệm vụ nghi lễ và đại diện bất cứ khi nào có thể, đôi khi bằng cách giả vờ bị bệnh. Tuy nhiên, Vua Karl không thích xuất hiện mà không có Louise trong các dịp trang trọng và đôi khi buộc bà phải có mặt. Có lần, Karl đã nói với Louise rằng bà sẽ phải tham dự, nếu không: "Những bà già có thể nghĩ rằng có điều gì đó không ổn với nàng!". Ví dụ, vào năm 1866, Karl đã giao Louise việc khai mạc Triển lãm Công nghiệp Tổng hợp Stockholm thay cho ông .
Vua Karl XV thích tiệc tùng và hóa trang, và cuộc sống trong Cung điện Ulriksdal của nhà vua được so sánh với Cung điện Versailles. Trong một số hội nhóm, nó bị coi là làm xấu hổ danh tiếng của chế độ quân chủ, như mục sư Christoffer Bruun đã nói vào năm 1881: "Người ta vẫn rùng mình khi thấy quyền lực tối cao của nhà thờ lại nằm trong tay vị vua suy đồi này, kẻ đã khiến cả đất nước phải bàn tán về cuộc sống trụy lạc của mình." Louise được trao một vai trò quan trọng trong cuộc sống triều đình của Karl với tư cách là vương hậu, và sau khi Thái hậu Désirée, người chiếm giữ Cánh của Vương hậu trong Cung điện Hoàng gia Stockholm, qua đời vào năm 1860, Karl đã trang trí lại cho Louise và làm một sảnh Gương Venetian sang trọng trong phòng tiếp tân, và điều này được bàn tán rất nhiều (sau đó đã bị người kế nhiệm của Karl dỡ bỏ). Triều đình của Louise trong hầu hết thời gian là vương hậu do Wilhelmina Bonde đứng đầu. Louise phải chịu đựng việc chồng ngoại tình và đã cố gắng hết sức để cạnh tranh với các đối thủ và giải trí cho ông, và mẹ chồng Joséphine đã khuyên Louise nên loại bỏ và cho những người hầu nữ kết hôn khi Karl bị thu hút bởi họ. Karl có mối quan hệ với Hanna Styrell từ năm 1860 đến năm 1869 và với Wilhelmine Schröder từ năm 1869 đến khi ông qua đời, ngoại trừ những mối quan hệ tạm thời hơn. Karl rất yêu quý con gái Lovisa, tuy nhiên, Louise lo lắng rằng việc ông đối xử với con gái lại quá giống một người con trai vào thời điểm vai trò giới tính được coi là cực kỳ quan trọng, cho phép con gái mình tự do hơn những gì được coi là phù hợp với một cô gái vào thời điểm này.

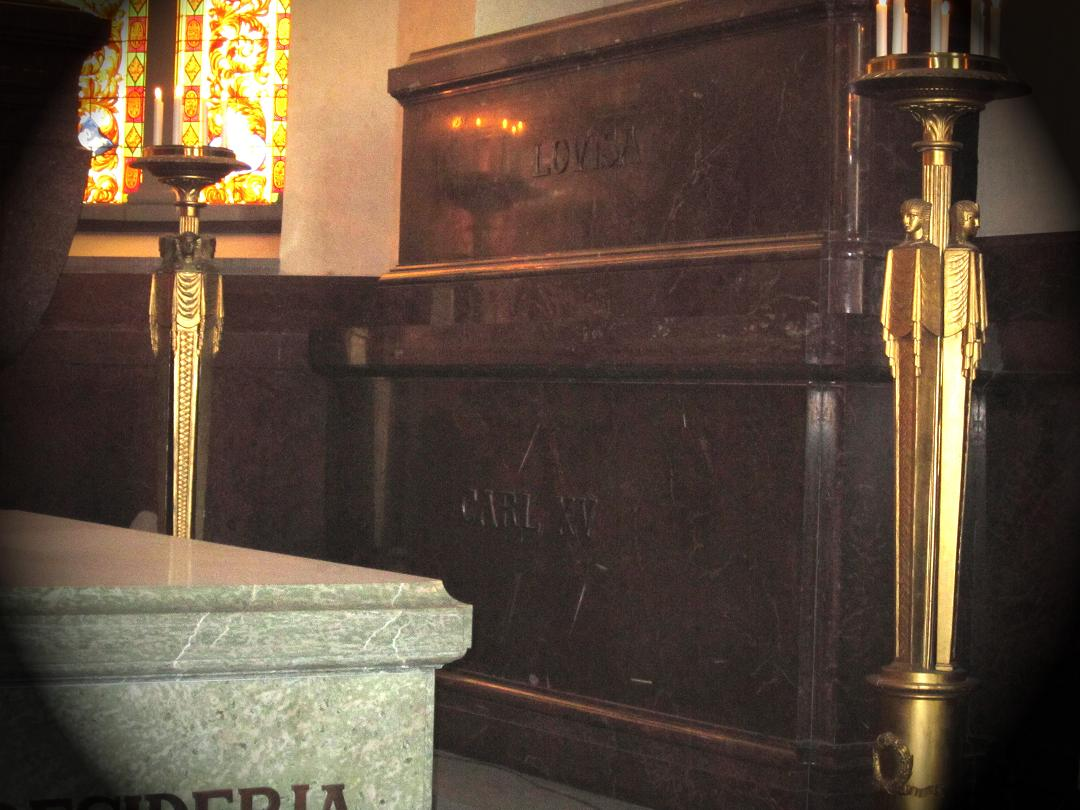
Mộ của Vua Carl và Vương hậu Louise tại Nhà thờ Riddarholm.

Louise có sức khỏe không được tốt. Ít nhất một lần, trong chuyến du thuyền trên hồ Mälaren, Louise bị một cơn (có thể là cơn động kinh theo mô tả đương thời), được giải thích là phản ứng cuồng loạn trước sự thờ ơ của chồng. Triều đình tập trung để che giấu Louise khỏi tầm nhìn của công chúng, và nhà vua nhanh chóng đưa bà xuống dưới boong tàu. Trong sự việc này, có thông tin rằng: "Lovisa có thể ngất xỉu bất cứ lúc nào và liên quan đến điều này, bà có thể bị những cơn đau thần kinh hoặc chuột rút". Năm 1864, trong chuyến thăm triều đình của Josephine Sparre, người tình cũ của Karl, Fritz von Dardel đã ghi chép: "Ban đầu, Vương hậu được cho là cảm thấy lo lắng về chuyến thăm này; vào một buổi tối, Vương hậu gần lên cơn co giật trong phòng bi-a, nhưng họ đã cố gắng che giấu điều này bằng cách tuyên bố rằng cơn đau là do viên thị thần Liljenkrantz gây ra, người được cho là đã vô tình đẩy vương hậu bằng cây sào bi-a của mình..."
Năm 1870, Vương hậu Louise quay trở về Hà Lan để gặp mẹ trên giường bệnh. Khi trở về Stockholm, Karl XV lâm bệnh và Louise đã chăm sóc cho chồng. Vì kiệt sức, Louise mắc phải căn bệnh viêm phổi trong một chuyến đi bằng xe ngựa. Trên giường bệnh, bà đã có những cuộc trò chuyện dài với gia đình, được mô tả là đầy kịch tính, và con gái Lovisa cho rằng: "Giống như mẹ đã phơi bày toàn bộ cuộc đời mình cho chúng tôi". Louise yêu cầu Karl tha thứ cho mọi điều mà bà có thể đã làm ông thất vọng, và Karl đáp lại bằng cách tự trách mình. Sau đó, cả Karl và Thái hậu Joséphine đều ngất xỉu vì quá xúc động. Louise qua đời vào ngày 30 tháng 3 năm 1871 tại Stockholm.

## Con cái
1. Vương nữ Lovisa (31 tháng 10 năm 1851 – 20 tháng 3 năm 1926), trở thành Vương hậu Đan Mạch.
2. Vương tử Carl Oscar, Công tước xứ Södermanland (14 tháng 12 năm 1852 – 13 tháng 3 năm 1854), qua đời khi còn nhỏ.

## Tổ tiên
| \| \| \| \| \| \| \| \| \| \| \| \| \| \| 16. Willem IV xứ Oranje \| \| \| \| \| \| \| \| \| \| \| \| \| \| \| \| \| \| \| \| \| \| \| \| \| \| \| \| \| \| \| \| \| \| \| \| \| \| \| \| \| \| \| \| \| \| \| \| \| \| \| \| \| \| \| \| \| \| \| \| 8. Willem V xứ Oranje \| \| \| \| \| \| \| \| \| \| \| \| \| \| \| \| \| \| \| \| \| \| \| \| \| \| \| \| \| \| \| \| \| \| \| \| \| \| \| \| \| \| \| \| \| \| \| \| \| \| \| \| \| \| \| \| \| \| \| \| \| \| \| \| \| \| \| \| \| \| \| \| 17. Anne của Đại Anh \| \| \| \| \| \| \| \| \| \| \| \| \| \| \| \| \| \| \| \| \| \| \| \| \| \| \| \| \| \| \| \| \| \| \| \| \| \| \| \| \| \| \| \| \| \| \| \| \| \| \| \| \| \| \| \| \| \| \| \| \| \| \| \| \| \| \| \| \| \| \| \| 4. Willem I của Hà Lan \| \| \| \| \| \| \| \| \| \| \| \| \| \| \| \| \| \| \| \| \| \| \| \| \| \| \| \| \| \| \| \| \| \| \| \| \| \| \| \| \| \| \| \| \| \| \| \| \| \| \| \| \| \| \| \| \| \| \| \| \| \| \| \| \| \| \| \| \| \| \| \| 18. August Wilhelm của Phổ \| \| \| \| \| \| \| \| \| \| \| \| \| \| \| \| \| \| \| \| \| \| \| \| \| \| \| \| \| \| \| \| \| \| \| \| \| \| \| \| \| \| \| \| \| \| \| \| \| \| \| \| \| \| \| \| \| \| \| \| \| \| \| \| \| \| \| \| \| \| \| \| 9. Wilhelmine của Phổ \| \| \| \| \| \| \| \| \| \| \| \| \| \| \| \| \| \| \| \| \| \| \| \| \| \| \| \| \| \| \| \| \| \| \| \| \| \| \| \| \| \| \| \| \| \| \| \| \| \| \| \| \| \| \| \| \| \| \| \| \| \| \| \| \| \| \| \| \| \| \| \| 19. Luise xứ Braunschweig-Wolfenbüttel \| \| \| \| \| \| \| \| \| \| \| \| \| \| \| \| \| \| \| \| \| \| \| \| \| \| \| \| \| \| \| \| \| \| \| \| \| \| \| \| \| \| \| \| \| \| \| \| \| \| \| \| \| \| \| \| \| \| \| \| \| \| \| \| \| \| \| \| \| \| \| \| 2. Frederik của Hà Lan \| \| \| \| \| \| \| \| \| \| \| \| \| \| \| \| \| \| \| \| \| \| \| \| \| \| \| \| \| \| \| \| \| \| \| \| \| \| \| \| \| \| \| \| \| \| \| \| \| \| \| \| \| \| \| \| \| \| \| \| \| \| \| \| \| \| \| \| \| \| \| \| 20=18. August Wilhelm của Phổ \| \| \| \| \| \| \| \| \| \| \| \| \| \| \| \| \| \| \| \| \| \| \| \| \| \| \| \| \| \| \| \| \| \| \| \| \| \| \| \| \| \| \| \| \| \| \| \| \| \| \| \| \| \| \| \| \| \| \| \| \| \| \| \| \| \| \| \| \| \| \| \| 10. Friedrich Wilhelm II của Phổ (=12) \| \| \| \| \| \| \| \| \| \| \| \| \| \| \| \| \| \| \| \| \| \| \| \| \| \| \| \| \| \| \| \| \| \| \| \| \| \| \| \| \| \| \| \| \| \| \| \| \| \| \| \| \| \| \| \| \| \| \| \| \| \| \| \| \| \| \| \| \| \| \| \| 21=19. Luise xứ Braunschweig-Wolfenbüttel \| \| \| \| \| \| \| \| \| \| \| \| \| \| \| \| \| \| \| \| \| \| \| \| \| \| \| \| \| \| \| \| \| \| \| \| \| \| \| \| \| \| \| \| \| \| \| \| \| \| \| \| \| \| \| \| \| \| \| \| \| \| \| \| \| \| \| \| \| \| \| \| 5. Wilhelmine của Phổ \| \| \| \| \| \| \| \| \| \| \| \| \| \| \| \| \| \| \| \| \| \| \| \| \| \| \| \| \| \| \| \| \| \| \| \| \| \| \| \| \| \| \| \| \| \| \| \| \| \| \| \| \| \| \| \| \| \| \| \| \| \| \| \| \| \| \| \| \| \| \| \| 22. Ludwig IX xứ Hessen-Darmstadt \| \| \| \| \| \| \| \| \| \| \| \| \| \| \| \| \| \| \| \| \| \| \| \| \| \| \| \| \| \| \| \| \| \| \| \| \| \| \| \| \| \| \| \| \| \| \| \| \| \| \| \| \| \| \| \| \| \| \| \| \| \| \| \| \| \| \| \| \| \| \| \| 11. Friederike Luise xứ Hessen-Darmstadt (=13) \| \| \| \| \| \| \| \| \| \| \| \| \| \| \| \| \| \| \| \| \| \| \| \| \| \| \| \| \| \| \| \| \| \| \| \| \| \| \| \| \| \| \| \| \| \| \| \| \| \| \| \| \| \| \| \| \| \| \| \| \| \| \| \| \| \| \| \| \| \| \| \| 23. Karoline xứ Zweibrücken \| \| \| \| \| \| \| \| \| \| \| \| \| \| \| \| \| \| \| \| \| \| \| \| \| \| \| \| \| \| \| \| \| \| \| \| \| \| \| \| \| \| \| \| \| \| \| \| \| \| \| \| \| \| \| \| \| \| \| \| \| \| \| \| \| \| \| \| \| \| \| \| 1. Louise của Hà Lan \| \| \| \| \| \| \| \| \| \| \| \| \| \| \| \| \| \| \| \| \| \| \| \| \| \| \| \| \| \| \| \| \| \| \| \| \| \| \| \| \| \| \| \| \| \| \| \| \| \| \| \| \| \| \| \| \| \| \| \| \| \| \| \| \| \| \| \| \| \| \| \| 24=20. August Wilhelm của Phổ \| \| \| \| \| \| \| \| \| \| \| \| \| \| \| \| \| \| \| \| \| \| \| \| \| \| \| \| \| \| \| \| \| \| \| \| \| \| \| \| \| \| \| \| \| \| \| \| \| \| \| \| \| \| \| \| \| \| \| \| \| \| \| \| \| \| \| \| \| \| \| \| 12. Friedrich Wilhelm II của Phổ (=10) \| \| \| \| \| \| \| \| \| \| \| \| \| \| \| \| \| \| \| \| \| \| \| \| \| \| \| \| \| \| \| \| \| \| \| \| \| \| \| \| \| \| \| \| \| \| \| \| \| \| \| \| \| \| \| \| \| \| \| \| \| \| \| \| \| \| \| \| \| \| \| \| 25=21. Luise xứ Braunschweig-Wolfenbüttel \| \| \| \| \| \| \| \| \| \| \| \| \| \| \| \| \| \| \| \| \| \| \| \| \| \| \| \| \| \| \| \| \| \| \| \| \| \| \| \| \| \| \| \| \| \| \| \| \| \| \| \| \| \| \| \| \| \| \| \| \| \| \| \| \| \| \| \| \| \| \| \| 6. Friedrich Wilhelm III của Phổ \| \| \| \| \| \| \| \| \| \| \| \| \| \| \| \| \| \| \| \| \| \| \| \| \| \| \| \| \| \| \| \| \| \| \| \| \| \| \| \| \| \| \| \| \| \| \| \| \| \| \| \| \| \| \| \| \| \| \| \| \| \| \| \| \| \| \| \| \| \| \| \| 26=22. Ludwig IX xứ Hessen-Darmstadt \| \| \| \| \| \| \| \| \| \| \| \| \| \| \| \| \| \| \| \| \| \| \| \| \| \| \| \| \| \| \| \| \| \| \| \| \| \| \| \| \| \| \| \| \| \| \| \| \| \| \| \| \| \| \| \| \| \| \| \| \| \| \| \| \| \| \| \| \| \| \| \| 13. Friederike Luise xứ Hessen-Darmstadt (=11) \| \| \| \| \| \| \| \| \| \| \| \| \| \| \| \| \| \| \| \| \| \| \| \| \| \| \| \| \| \| \| \| \| \| \| \| \| \| \| \| \| \| \| \| \| \| \| \| \| \| \| \| \| \| \| \| \| \| \| \| \| \| \| \| \| \| \| \| \| \| \| \| 27=23. Karoline xứ Zweibrücken \| \| \| \| \| \| \| \| \| \| \| \| \| \| \| \| \| \| \| \| \| \| \| \| \| \| \| \| \| \| \| \| \| \| \| \| \| \| \| \| \| \| \| \| \| \| \| \| \| \| \| \| \| \| \| \| \| \| \| \| \| \| \| \| \| \| \| \| \| \| \| \| 3. Luise của Phổ \| \| \| \| \| \| \| \| \| \| \| \| \| \| \| \| \| \| \| \| \| \| \| \| \| \| \| \| \| \| \| \| \| \| \| \| \| \| \| \| \| \| \| \| \| \| \| \| \| \| \| \| \| \| \| \| \| \| \| \| \| \| \| \| \| \| \| \| \| \| \| \| 28. Karl Ludwig Friedrich xứ Mecklenburg \| \| \| \| \| \| \| \| \| \| \| \| \| \| \| \| \| \| \| \| \| \| \| \| \| \| \| \| \| \| \| \| \| \| \| \| \| \| \| \| \| \| \| \| \| \| \| \| \| \| \| \| \| \| \| \| \| \| \| \| \| \| \| \| \| \| \| \| \| \| \| \| 14. Karl II xứ Mecklenburg-Strelitz \| \| \| \| \| \| \| \| \| \| \| \| \| \| \| \| \| \| \| \| \| \| \| \| \| \| \| \| \| \| \| \| \| \| \| \| \| \| \| \| \| \| \| \| \| \| \| \| \| \| \| \| \| \| \| \| \| \| \| \| \| \| \| \| \| \| \| \| \| \| \| \| 29. Elisabeth Albertine xứ Sachsen-Hildburghausen \| \| \| \| \| \| \| \| \| \| \| \| \| \| \| \| \| \| \| \| \| \| \| \| \| \| \| \| \| \| \| \| \| \| \| \| \| \| \| \| \| \| \| \| \| \| \| \| \| \| \| \| \| \| \| \| \| \| \| \| \| \| \| \| \| \| \| \| \| \| \| \| 7. Luise xứ Mecklenburg-Strelitz \| \| \| \| \| \| \| \| \| \| \| \| \| \| \| \| \| \| \| \| \| \| \| \| \| \| \| \| \| \| \| \| \| \| \| \| \| \| \| \| \| \| \| \| \| \| \| \| \| \| \| \| \| \| \| \| \| \| \| \| \| \| \| \| \| \| \| \| \| \| \| \| 30. Georg Wilhelm xứ Hessen-Darmstadt \| \| \| \| \| \| \| \| \| \| \| \| \| \| \| \| \| \| \| \| \| \| \| \| \| \| \| \| \| \| \| \| \| \| \| \| \| \| \| \| \| \| \| \| \| \| \| \| \| \| \| \| \| \| \| \| \| \| \| \| \| \| \| \| \| \| \| \| \| \| \| \| 15. Friederike xứ Hessen-Darmstadt \| \| \| \| \| \| \| \| \| \| \| \| \| \| \| \| \| \| \| \| \| \| \| \| \| \| \| \| \| \| \| \| \| \| \| \| \| \| \| \| \| \| \| \| \| \| \| \| \| \| \| \| \| \| \| \| \| \| \| \| \| \| \| \| \| \| \| \| \| \| \| \| 31. Maria Luise Albertine xứ Leiningen-Dagsburg-Falkenburg \| \| \| \| \| \| \| \| \| \| \| \| \| \| \| \| \| \| \| \| \| \| \| \| \| \| \| \| \| \| \| \| \| \| \| \| \| \| \| \| \| \| \| \| \| \| \| \| \| \| \| \| |                                                            |  |  |  |  |  |  |  |  |  |  |  |                         |  |  |  |
| |                                                            |  |  |  |  |  |  |  |  |  |  |  | 16. Willem IV xứ Oranje |  |  |  |
| |                                                            |  |  |  |  |  |  |  |  |  |  |  |                         |  |  |  |
| |                                                            |  |  |  |  |  |  |  |  |  |  |  |                         |  |  |  |
| |                                                            |  |  |  |  |  |  |  |  |  |  |  |                         |  |  |  |
| | 8. Willem V xứ Oranje                                      |  |  |  |  |  |  |  |  |  |  |  |                         |  |  |  |
| |                                                            |  |  |  |  |  |  |  |  |  |  |  |                         |  |  |  |
| |                                                            |  |  |  |  |  |  |  |  |  |  |  |                         |  |  |  |
| |                                                            |  |  |  |  |  |  |  |  |  |  |  |                         |  |  |  |
| | 17. Anne của Đại Anh                                       |  |  |  |  |  |  |  |  |  |  |  |                         |  |  |  |
| |                                                            |  |  |  |  |  |  |  |  |  |  |  |                         |  |  |  |
| |                                                            |  |  |  |  |  |  |  |  |  |  |  |                         |  |  |  |
| |                                                            |  |  |  |  |  |  |  |  |  |  |  |                         |  |  |  |
| | 4. Willem I của Hà Lan                                     |  |  |  |  |  |  |  |  |  |  |  |                         |  |  |  |
| |                                                            |  |  |  |  |  |  |  |  |  |  |  |                         |  |  |  |
| |                                                            |  |  |  |  |  |  |  |  |  |  |  |                         |  |  |  |
| |                                                            |  |  |  |  |  |  |  |  |  |  |  |                         |  |  |  |
| | 18. August Wilhelm của Phổ                                 |  |  |  |  |  |  |  |  |  |  |  |                         |  |  |  |
| |                                                            |  |  |  |  |  |  |  |  |  |  |  |                         |  |  |  |
| |                                                            |  |  |  |  |  |  |  |  |  |  |  |                         |  |  |  |
| |                                                            |  |  |  |  |  |  |  |  |  |  |  |                         |  |  |  |
| | 9. Wilhelmine của Phổ                                      |  |  |  |  |  |  |  |  |  |  |  |                         |  |  |  |
| |                                                            |  |  |  |  |  |  |  |  |  |  |  |                         |  |  |  |
| |                                                            |  |  |  |  |  |  |  |  |  |  |  |                         |  |  |  |
| |                                                            |  |  |  |  |  |  |  |  |  |  |  |                         |  |  |  |
| | 19. Luise xứ Braunschweig-Wolfenbüttel                     |  |  |  |  |  |  |  |  |  |  |  |                         |  |  |  |
| |                                                            |  |  |  |  |  |  |  |  |  |  |  |                         |  |  |  |
| |                                                            |  |  |  |  |  |  |  |  |  |  |  |                         |  |  |  |
| |                                                            |  |  |  |  |  |  |  |  |  |  |  |                         |  |  |  |
| | 2. Frederik của Hà Lan                                     |  |  |  |  |  |  |  |  |  |  |  |                         |  |  |  |
| |                                                            |  |  |  |  |  |  |  |  |  |  |  |                         |  |  |  |
| |                                                            |  |  |  |  |  |  |  |  |  |  |  |                         |  |  |  |
| |                                                            |  |  |  |  |  |  |  |  |  |  |  |                         |  |  |  |
| | 20=18. August Wilhelm của Phổ                              |  |  |  |  |  |  |  |  |  |  |  |                         |  |  |  |
| |                                                            |  |  |  |  |  |  |  |  |  |  |  |                         |  |  |  |
| |                                                            |  |  |  |  |  |  |  |  |  |  |  |                         |  |  |  |
| |                                                            |  |  |  |  |  |  |  |  |  |  |  |                         |  |  |  |
| | 10. Friedrich Wilhelm II của Phổ (=12)                     |  |  |  |  |  |  |  |  |  |  |  |                         |  |  |  |
| |                                                            |  |  |  |  |  |  |  |  |  |  |  |                         |  |  |  |
| |                                                            |  |  |  |  |  |  |  |  |  |  |  |                         |  |  |  |
| |                                                            |  |  |  |  |  |  |  |  |  |  |  |                         |  |  |  |
| | 21=19. Luise xứ Braunschweig-Wolfenbüttel                  |  |  |  |  |  |  |  |  |  |  |  |                         |  |  |  |
| |                                                            |  |  |  |  |  |  |  |  |  |  |  |                         |  |  |  |
| |                                                            |  |  |  |  |  |  |  |  |  |  |  |                         |  |  |  |
| |                                                            |  |  |  |  |  |  |  |  |  |  |  |                         |  |  |  |
| | 5. Wilhelmine của Phổ                                      |  |  |  |  |  |  |  |  |  |  |  |                         |  |  |  |
| |                                                            |  |  |  |  |  |  |  |  |  |  |  |                         |  |  |  |
| |                                                            |  |  |  |  |  |  |  |  |  |  |  |                         |  |  |  |
| |                                                            |  |  |  |  |  |  |  |  |  |  |  |                         |  |  |  |
| | 22. Ludwig IX xứ Hessen-Darmstadt                          |  |  |  |  |  |  |  |  |  |  |  |                         |  |  |  |
| |                                                            |  |  |  |  |  |  |  |  |  |  |  |                         |  |  |  |
| |                                                            |  |  |  |  |  |  |  |  |  |  |  |                         |  |  |  |
| |                                                            |  |  |  |  |  |  |  |  |  |  |  |                         |  |  |  |
| | 11. Friederike Luise xứ Hessen-Darmstadt (=13)             |  |  |  |  |  |  |  |  |  |  |  |                         |  |  |  |
| |                                                            |  |  |  |  |  |  |  |  |  |  |  |                         |  |  |  |
| |                                                            |  |  |  |  |  |  |  |  |  |  |  |                         |  |  |  |
| |                                                            |  |  |  |  |  |  |  |  |  |  |  |                         |  |  |  |
| | 23. Karoline xứ Zweibrücken                                |  |  |  |  |  |  |  |  |  |  |  |                         |  |  |  |
| |                                                            |  |  |  |  |  |  |  |  |  |  |  |                         |  |  |  |
| |                                                            |  |  |  |  |  |  |  |  |  |  |  |                         |  |  |  |
| |                                                            |  |  |  |  |  |  |  |  |  |  |  |                         |  |  |  |
| | 1. Louise của Hà Lan                                       |  |  |  |  |  |  |  |  |  |  |  |                         |  |  |  |
| |                                                            |  |  |  |  |  |  |  |  |  |  |  |                         |  |  |  |
| |                                                            |  |  |  |  |  |  |  |  |  |  |  |                         |  |  |  |
| |                                                            |  |  |  |  |  |  |  |  |  |  |  |                         |  |  |  |
| | 24=20. August Wilhelm của Phổ                              |  |  |  |  |  |  |  |  |  |  |  |                         |  |  |  |
| |                                                            |  |  |  |  |  |  |  |  |  |  |  |                         |  |  |  |
| |                                                            |  |  |  |  |  |  |  |  |  |  |  |                         |  |  |  |
| |                                                            |  |  |  |  |  |  |  |  |  |  |  |                         |  |  |  |
| | 12. Friedrich Wilhelm II của Phổ (=10)                     |  |  |  |  |  |  |  |  |  |  |  |                         |  |  |  |
| |                                                            |  |  |  |  |  |  |  |  |  |  |  |                         |  |  |  |
| |                                                            |  |  |  |  |  |  |  |  |  |  |  |                         |  |  |  |
| |                                                            |  |  |  |  |  |  |  |  |  |  |  |                         |  |  |  |
| | 25=21. Luise xứ Braunschweig-Wolfenbüttel                  |  |  |  |  |  |  |  |  |  |  |  |                         |  |  |  |
| |                                                            |  |  |  |  |  |  |  |  |  |  |  |                         |  |  |  |
| |                                                            |  |  |  |  |  |  |  |  |  |  |  |                         |  |  |  |
| |                                                            |  |  |  |  |  |  |  |  |  |  |  |                         |  |  |  |
| | 6. Friedrich Wilhelm III của Phổ                           |  |  |  |  |  |  |  |  |  |  |  |                         |  |  |  |
| |                                                            |  |  |  |  |  |  |  |  |  |  |  |                         |  |  |  |
| |                                                            |  |  |  |  |  |  |  |  |  |  |  |                         |  |  |  |
| |                                                            |  |  |  |  |  |  |  |  |  |  |  |                         |  |  |  |
| | 26=22. Ludwig IX xứ Hessen-Darmstadt                       |  |  |  |  |  |  |  |  |  |  |  |                         |  |  |  |
| |                                                            |  |  |  |  |  |  |  |  |  |  |  |                         |  |  |  |
| |                                                            |  |  |  |  |  |  |  |  |  |  |  |                         |  |  |  |
| |                                                            |  |  |  |  |  |  |  |  |  |  |  |                         |  |  |  |
| | 13. Friederike Luise xứ Hessen-Darmstadt (=11)             |  |  |  |  |  |  |  |  |  |  |  |                         |  |  |  |
| |                                                            |  |  |  |  |  |  |  |  |  |  |  |                         |  |  |  |
| |                                                            |  |  |  |  |  |  |  |  |  |  |  |                         |  |  |  |
| |                                                            |  |  |  |  |  |  |  |  |  |  |  |                         |  |  |  |
| | 27=23. Karoline xứ Zweibrücken                             |  |  |  |  |  |  |  |  |  |  |  |                         |  |  |  |
| |                                                            |  |  |  |  |  |  |  |  |  |  |  |                         |  |  |  |
| |                                                            |  |  |  |  |  |  |  |  |  |  |  |                         |  |  |  |
| |                                                            |  |  |  |  |  |  |  |  |  |  |  |                         |  |  |  |
| | 3. Luise của Phổ                                           |  |  |  |  |  |  |  |  |  |  |  |                         |  |  |  |
| |                                                            |  |  |  |  |  |  |  |  |  |  |  |                         |  |  |  |
| |                                                            |  |  |  |  |  |  |  |  |  |  |  |                         |  |  |  |
| |                                                            |  |  |  |  |  |  |  |  |  |  |  |                         |  |  |  |
| | 28. Karl Ludwig Friedrich xứ Mecklenburg                   |  |  |  |  |  |  |  |  |  |  |  |                         |  |  |  |
| |                                                            |  |  |  |  |  |  |  |  |  |  |  |                         |  |  |  |
| |                                                            |  |  |  |  |  |  |  |  |  |  |  |                         |  |  |  |
| |                                                            |  |  |  |  |  |  |  |  |  |  |  |                         |  |  |  |
| | 14. Karl II xứ Mecklenburg-Strelitz                        |  |  |  |  |  |  |  |  |  |  |  |                         |  |  |  |
| |                                                            |  |  |  |  |  |  |  |  |  |  |  |                         |  |  |  |
| |                                                            |  |  |  |  |  |  |  |  |  |  |  |                         |  |  |  |
| |                                                            |  |  |  |  |  |  |  |  |  |  |  |                         |  |  |  |
| | 29. Elisabeth Albertine xứ Sachsen-Hildburghausen          |  |  |  |  |  |  |  |  |  |  |  |                         |  |  |  |
| |                                                            |  |  |  |  |  |  |  |  |  |  |  |                         |  |  |  |
| |                                                            |  |  |  |  |  |  |  |  |  |  |  |                         |  |  |  |
| |                                                            |  |  |  |  |  |  |  |  |  |  |  |                         |  |  |  |
| | 7. Luise xứ Mecklenburg-Strelitz                           |  |  |  |  |  |  |  |  |  |  |  |                         |  |  |  |
| |                                                            |  |  |  |  |  |  |  |  |  |  |  |                         |  |  |  |
| |                                                            |  |  |  |  |  |  |  |  |  |  |  |                         |  |  |  |
| |                                                            |  |  |  |  |  |  |  |  |  |  |  |                         |  |  |  |
| | 30. Georg Wilhelm xứ Hessen-Darmstadt                      |  |  |  |  |  |  |  |  |  |  |  |                         |  |  |  |
| |                                                            |  |  |  |  |  |  |  |  |  |  |  |                         |  |  |  |
| |                                                            |  |  |  |  |  |  |  |  |  |  |  |                         |  |  |  |
| |                                                            |  |  |  |  |  |  |  |  |  |  |  |                         |  |  |  |
| | 15. Friederike xứ Hessen-Darmstadt                         |  |  |  |  |  |  |  |  |  |  |  |                         |  |  |  |
| |                                                            |  |  |  |  |  |  |  |  |  |  |  |                         |  |  |  |
| |                                                            |  |  |  |  |  |  |  |  |  |  |  |                         |  |  |  |
| |                                                            |  |  |  |  |  |  |  |  |  |  |  |                         |  |  |  |
| | 31. Maria Luise Albertine xứ Leiningen-Dagsburg-Falkenburg |  |  |  |  |  |  |  |  |  |  |  |                         |  |  |  |
| |                                                            |  |  |  |  |  |  |  |  |  |  |  |                         |  |  |  |
| |                                                            |  |  |  |  |  |  |  |  |  |  |  |                         |  |  |  |